# Shō Kitano
Shō Kitano (japanisch 北野 翔 Kitano Shō; * 20. November 1984 in der Präfektur Kanagawa) ist ein ehemaliger japanischer Fußballspieler.

## Karriere
Kitano erlernte das Fußballspielen in der Jugendmannschaft von Yokohama F. Marinos. Seinen ersten Vertrag unterschrieb er 2003 bei den Yokohama F. Marinos. Der Verein spielte in der höchsten Liga des Landes, der J1 League. Mit dem Verein wurde er 2003 und 2004 japanischer Meister. Für den Verein absolvierte er drei Erstligaspiele. Im August 2005 wechselte er zum Ligakonkurrenten Vissel Kobe. Am Ende der Saison 2005 stieg der Verein in die J2 League ab. Für den Verein absolvierte er sechs Ligaspiele. 2007 wechselte er zum Drittligisten YKK AP. Ende 2007 beendete er seine Karriere als Fußballspieler.

## Erfolge
Yokohama F. Marinos
- J1 League

Meister: 2003, 2004